# Transasia-Express

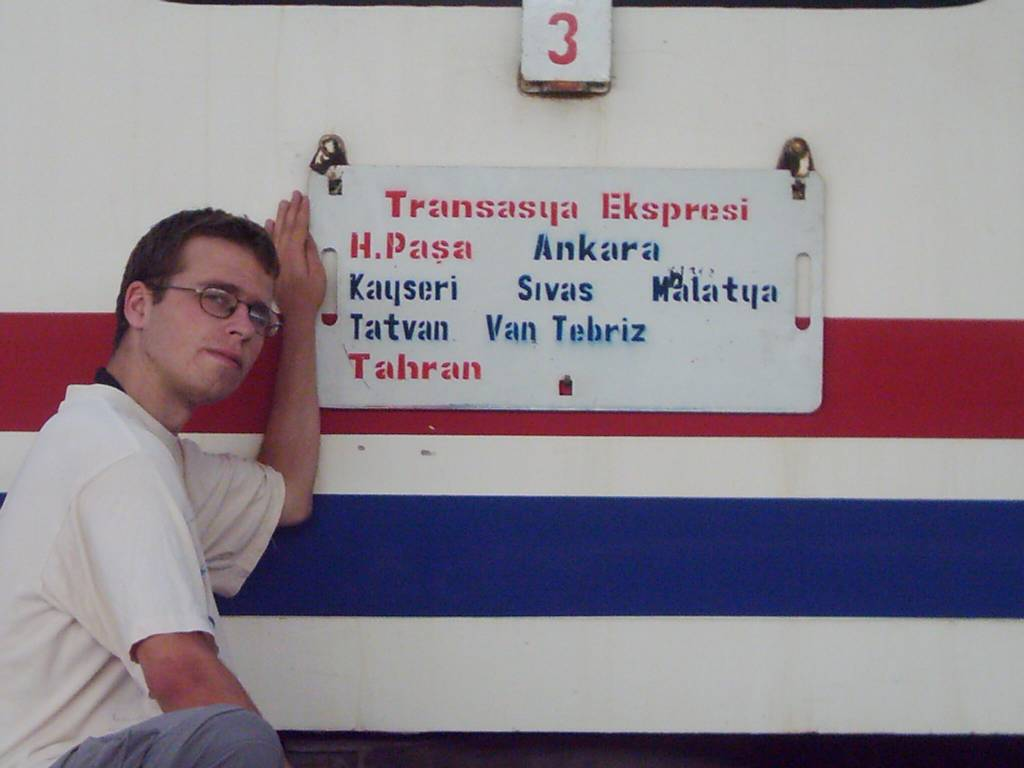
Zuglaufschild

Der Transasia-Express (Transasya Ekspresi) ist eine internationale Zugverbindung zwischen der Türkei und dem Iran mit einer Länge von etwa 2.400 km.

## Geschichte

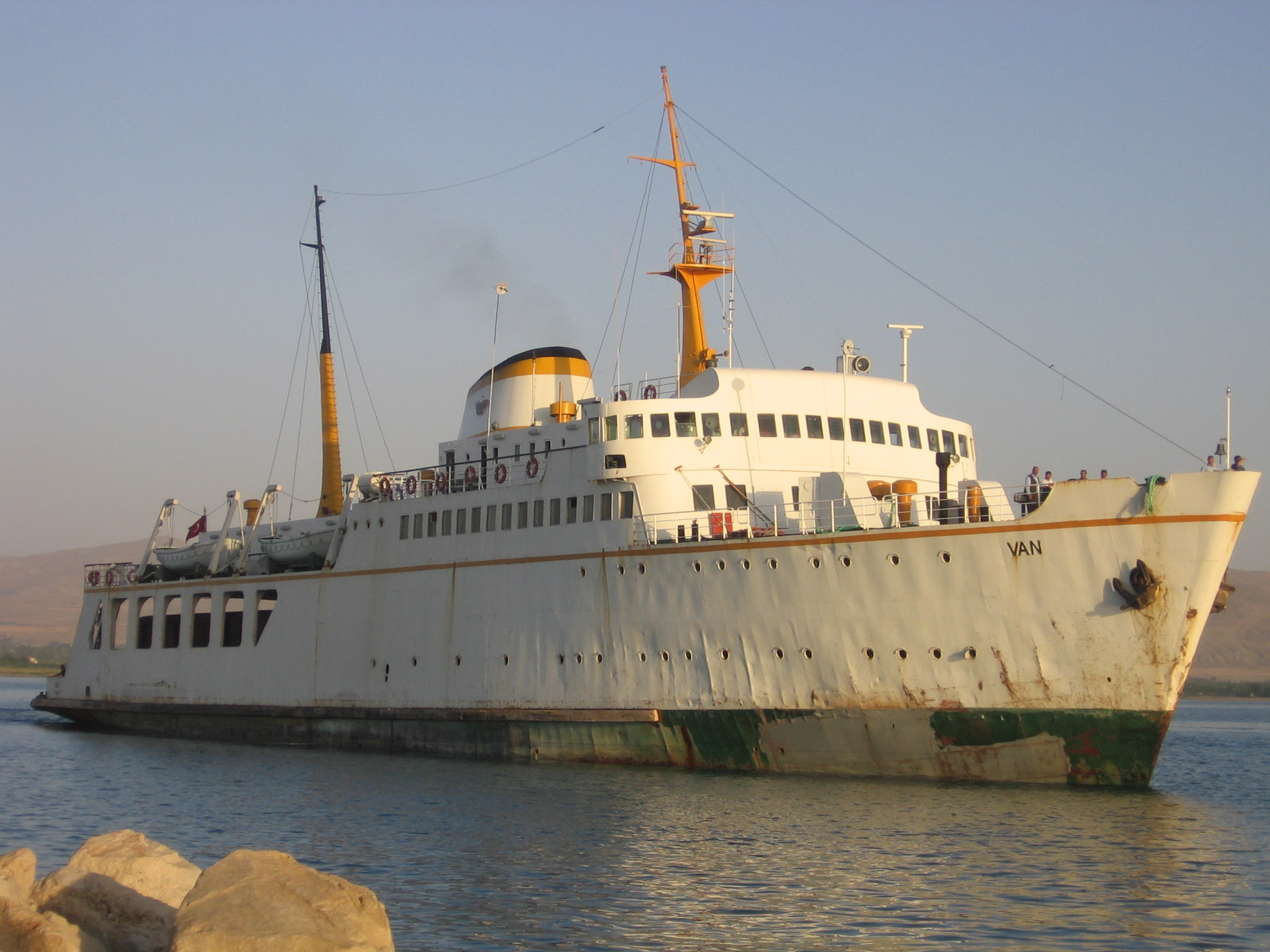
Die Fähre Van, mit der früher auch der „Vangölü-Express“ über den Vansee gesetzt wurde.

Die Verbindung wurde eingeführt, nachdem die Bahnstrecke zwischen beiden Ländern 1971 fertiggestellt worden war. Der Zug verkehrte damals unter der Bezeichnung „Vangölü-Express“(Türkisch für Vansee-Express) in der Relation Istanbul–Teheran. Die Personenwagen – zumindest die Schlafwagen des Zuges – wurden ursprünglich über den Vansee zwischen Tatvan und Van trajektiert.
Während der politischen Krisen in und zwischen den beiden beteiligten Staaten wurde die Verbindung immer wieder einmal unterbrochen, zuletzt 2015.

## Gegenwart
Seit August 2019 verkehrt der Zug wieder einmal wöchentlich und zwar zwischen Ankara und Teheran. Auf das Segment zwischen Istanbul und Ankara wurde verzichtet, weil hier inzwischen Hochgeschwindigkeitsverkehr besteht. Auch wird die Verbindung nicht mehr durchgehend mit einem Zug gefahren: Die Reisenden müssen vielmehr für die Überfahrt über den Vansee auf das Schiff um- und bei dessen Ankunft in einen zweiten Zug einsteigen. Die Fahrt dauert etwa 2 ½ Tage. Auf dem Ast westlich des Vansees verkehrt ein Zug der TCDD, östlich des Vansees eine Garnitur der RAI, die auch einen Speisewagen führt.